# Chelodina pritchardi
Chelodina pritchardi är en sköldpaddsart som beskrevs av Anders Rhodin 1994. Chelodina pritchardi ingår i släktet Chelodina och familjen ormhalssköldpaddor. IUCN kategoriserar arten globalt som starkt hotad. Inga underarter finns listade i Catalogue of Life.
Arten är endemisk till Papua Nya Guinea.